# EHC Prinses Wilhelmina
Enschedese Hockeyclub Prinses Wilhelmina is een Nederlandse hockeyclub uit Enschede. De club werd opgericht in 1915 als de Enschedese Mixed Hockey Club. De club werd een aantal malen oostelijk kampioen en nam deel aan het landskampioenschap. Dat gebeurde onder meer in 1936, 1943, 1964 en de vrouwen in 1969.
In 1969 ging de hockeyafdeling los van de voetbalclub zelfstandig verder. 
Nadat stadgenoot DKS op 4 juni 1993 werd opgeheven, stapte een deel van de leden op vrijwillige basis over naar PW en behielden DKS-ereleden dezelfde status bij PW, maar met de titel "erelid vanuit DKS".
Bij de lustrumviering ter gelegenheid van het 100-jarig bestaan op 13 juni 2015 is de club onderscheiden met de Koninklijke Erepenning.
Heren 1 komt anno 2017 uit in de Tweede klasse en wordt gecoacht door Maarten Brals. Dames 1 komt speelt eveneens in de Tweede klasse en wordt gecoacht door Christiaan von Geldern.